# Рухадзе Леван Порфирович
Леван Рухадзе (ლევან რუხაძე, 1884–1937) — грузинський політик, депутат Установчих зборів Грузії.

## Біографія
Леван (Лев) Рухадзе народився 1884 року в Хоні в селянській родині. Здобув освіту в Хоніській семінарії. Займався педагогічною діяльністю. Був членом Російської соціал-демократичної робітничої партії. У 1915 році обраний членом Кавказького обкому РСДРП. У грудні 1917 року був одним із засновників і організаторів Грузинської Червоної гвардії. Працював у партійній пресі.
У період незалежності Грузії (1918—1921) займався активною публіцистичною діяльністю, працював у газеті «Ертоба». Займався активною політичною та пропагандистською діяльністю в Ахалцихському районі. Був членом благодійних товариств. Під його керівництвом в Ахалциху були відновлені дитячі будинки та інші дитячі установи. У лютому 1919 року обраний членом Установчих зборів Грузії від Соціал-демократичної робітничої партії та членом Генерального штабу гвардії. У вересні 1920 року брав участь у церемонії прийому делегації європейських соціалістів.
Після радянської окупації в 1921 році залишився в Грузії і був залучений до руху опору, брав участь в антирадянських демонстраціях. Очевидно, він був заарештований у 1922 році. 16 грудня 1922 року, його і 52 інших політичних в'язнів відправили в Москву. Потім його помістили до Суздаль|ської в'язниці. Після закінчення терміну покарання, 15 січня 1926 року, засланий в Казахстан до міста Семипалатинська. У жовтні 1937 року надзвичайна трійка Східно-Казахстанського комісаріату внутрішніх справ відділу засудила Левана Рухадзе до розстрілу. Реабілітований 25 квітня 1989 року.